# Bartomeu Trias i Comas
Bartomeu Trias i Comas   (Barcelona, 14 de febrer de 1876 - Barcelona, 11 de febrer de 1965) fou un empresari i polític carlí català, pare de Carles Trias Bertran.

## Biografia
Era comerciant de cereals. Fou militant de la Comunió Tradicionalista, president de la Joventut Tradicionalista de Barcelona i gerent de l'òrgan del partit, El Correo Catalán. Fou candidat carlí per Igualada a les eleccions generals espanyoles de 1916, però no fou escollit. Sí que seria elegit diputat pel districte de Vic a les eleccions generals espanyoles de 1918 i 1919. Malgrat que tenia el vistiplau de la Lliga Regionalista a les eleccions generals espanyoles de 1920 fou derrotat per Ramon Vilaplana i Forcada, un regionalista independent. Per això fou nomenat senador per Barcelona en 1920 i per Girona en 1923.
Amb altres empresaris, va encapçalar la manifestació en suport del general Primo de Rivera que l'any 1923 va discórrer entre la Borsa i la Capitania General de Barcelona. Fou vicepresident del Banc de Barcelona. Durant la Guerra Civil espanyola va ser oficial del Requetè.